# Justa
Justa je žensko osebno ime.

## Izvor imena
Ime Justa je različica ženskega imena Justina.

## Pogostost imena
Po podatkih Statističnega urada Republike Slovenije je bilo na dan 31. decembra 2007 v Sloveniji število ženskih oseb z imenom Justa: 32.

## Osebni praznik
Justa lahko goduje takrat kot osebe z imenom Justina.